# Фрабоза Сопрана
Фрабо̀за Сопра̀на (на италиански: Frabosa Soprana; на пиемонтски: Frabosa Dzora, Фрабоза Дъзора, на окситански: Frabousa Soubrana, Фрабоуза Соубрана) е село и община в Северна Италия, провинция Кунео, регион Пиемонт. Разположено е на 891 m надморска височина. Населението на общината е 823 души (към 2010 г.).